# Цервельер

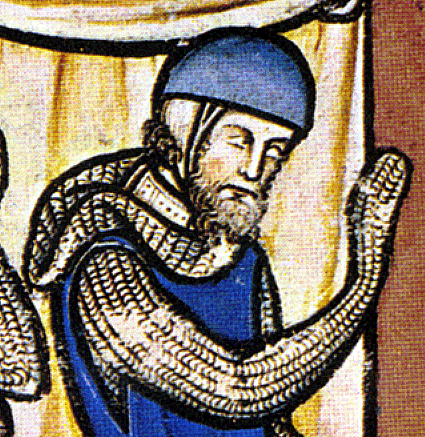

Цервельер (англ. cervelliere, нем. hirnhaube) — европейский средневековый шлем.
Использовался в XII—XIV веках. Представлял собой железный полусферический шлем, плотно облегавший голову, похожий на каску. Никаких элементов защиты лица не имел, разве лишь редкие шлемы дополнялись наносниками. Мог носиться поверх кольчужного капюшона незнатными воинами. Цервельеры могли снабжаться подкладками из рядов ткани, между которыми был амортизирующий материал. Есть мнение, что цервельеры носила знать под топфхельмами. В начале XIV века вытесняются бацинетами.